# Microgale nasoloi
Microgale nasoloi е вид бозайник от семейство Тенрекови (Tenrecidae). Видът е световно застрашен, със статут Уязвим.

## Разпространение
Разпространен е в Мадагаскар.